# Taiki Watanabe
Taiki Watanabe (渡邊 泰基 Watanabe Taiki?, Niigata, 22 de abril de 1999) es un futbolista japonés que juega como defensa en el Yokohama F. Marinos.

## Trayectoria

### Clubes
| Club                      | País  | Año       |
| ------------------------- | ----- | --------- |
| Albirex Niigata           | Japón | 2018-2023 |
| Zweigen Kanazawa (cedido) | Japón | 2020-2021 |
| Yokohama F. Marinos       | Japón | 2024-     |